# Черневка (Курская область)
Черневка — село в Дмитриевском районе Курской области России. Входит в состав Первоавгустовского сельсовета.

## География
Село находится в северо-западной части Курской области, в лесостепной зоне, в пределах Среднерусской возвышенности, на берегах реки Каменная Осмонька, на расстоянии приблизительно 18 километров (по прямой) к северу от города Дмитриева, административного центра района. Абсолютная высота — 202 метра над уровнем моря.
Климат
Климат характеризуется как умеренно континентальный. Среднегодовая температура — 5,1 °C. Абсолютный минимум температуры воздуха самого холодного месяца (января) составляет −37 °C; абсолютный максимум самого тёплого месяца (июля) — 40 °C. Безморозный период длится около 144 дней в году. Среднегодовое количество атмосферных осадков составляет 572 мм. Снежный покров держится в среднем 106—121 дней в году.
Часовой пояс
Село Черневка, как и вся Курская область, находится в часовой зоне МСК (московское время). Смещение применяемого времени относительно UTC составляет +3:00.

## История

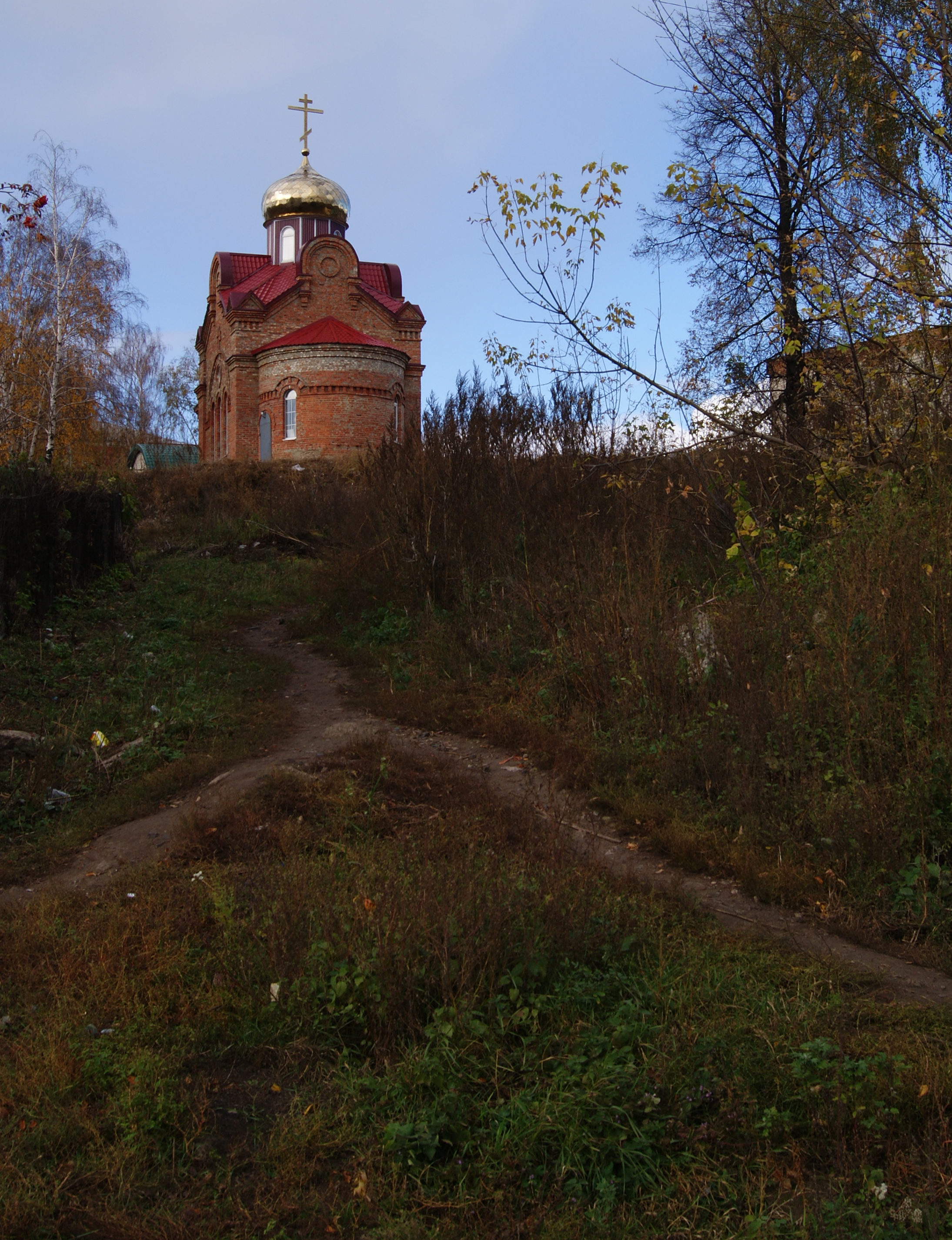
Церковь в Черневке

С конца XVIII века до 1928 года село входило в состав Дмитровского уезда Орловской губернии. По данным 10-й ревизии 1858 года помещиком в Черневке был статский советник Григорий Фёдорович Гежелинский. Ему принадлежало 468 крестьян и 35 дворовых мужского пола.
С 1861 года до 1880-х годов село было административным центром Черневской волости Дмитровского уезда, затем вошло в состав Круглинской волости.
10 января 1901 году село посетил брат Николая II, великий князь Михаил Александрович, которому принадлежал Черневский винокуренный завод. После посещения завода великий князь последовал в Черневскую церковь. Вот как описывают это событие Орловские епархиальные ведомости:

Дорога в церковь идёт низом, а вверху, на горе, стоит Черневская школа грамоты, помещающаяся в весьма удобном здании, принадлежащем экономии Его Высочества. Школа существует с 1890 года; учащихся в ней до 60 человек. Ныне ученики этой школы, выстроившись в ряд, встречали и провожали едущего в церковь Благоверного Государя стройным пением тропаря «Спаси Господи люди Твоя». Детское пение на открытом воздухе при совершенно тихой погоде гармонировало с мягким перезвоном колоколов Черневской церкви, широко распахнувшей свои двери на встречу Царственному посетителю, и производило заметное впечатление. С крестом в руке имел счастье встретить на паперти церковной священник Благоверного Государя, с крестом в руке, после краткого молебствия, удостоился и проводить из неё Великого князя до саней. Стоявший здесь народ, при виде Благоверного Государя, приветствовал Его Высочество радостным, восторженным «Ура!».

## Население
| 2002 | 2010 |
| ---- | ---- |
| 83   | ↘46  |

Половой состав
По данным Всероссийской переписи населения 2010 года в половой структуре населения мужчины составляли 47,8 %, женщины — соответственно 52,2 %.
Национальный состав
Согласно результатам переписи 2002 года, в национальной структуре населения русские составляли 94 % из 83 чел.